# Догматик
Догматик у супротности спрам скептика је онај грчки или римски филозоф који уместо да устраје у сумњи као свом полазишту и завршном говору, наводи одређене тврдње, тезе и сигурна начела без обзира да ли би или не било оправдано сумњати. Према Канту догматик је представник догматизма у филозофији. На крају, догматик је који у филозофији, теорији и науци некритички полази од одређене догме не питајући за могућност и одрживост својих властитих или од другог преузетих, мисаоних претпоставки. 